# پناهگاه صخره‌ای قلالون ۲
پناهگاه صخره‌ای قلالون ۲ مربوط به دوران پارینه‌سنگی جدید است و در شهرستان کوهدشت، بخش مرکزی، دهستان گل گل، روستای اشتره گل واقع شده و این اثر در تاریخ ۲۸ اسفند ۱۳۸۵ با شمارهٔ ثبت ۱۸۵۰۹ به‌عنوان یکی از آثار ملی ایران به ثبت رسیده است.